# Cubarral (kommun)
Cubarral är en kommun i Colombia.   Den ligger i departementet Meta, i den centrala delen av landet, 90 km söder om huvudstaden Bogotá. Antalet invånare är 5 152.